# Johann Geyer (Maler)
Johann Wilhelm Rudolf Geyer (* 7. Januar 1807 in Augsburg; † 26. November 1875 in Augsburg) war ein deutscher Genre- und Historienmaler.

## Leben
Ab 1826 studierte er an der Akademie der bildenden Künste in München unter Clemens von Zimmermann. 1830 folgten Studienreisen durch Belgien und Frankreich. 1833 wurde er als Professor an die polytechnische Schule zu Augsburg berufen. 1836 erhielt er eine Auszeichnung auf der Münchner Industrie-Ausstellung. 1865 beendigte er seiner Tätigkeit als Professor, da die polytechnische Schule in Augsburg geschlossen wurde.
Die meisten seiner Bilder befinden sich heute im Besitz der Städtischen Kunstsammlungen Augsburg.

## Werke (Auswahl)
- Die Barbierstube
- Die Friseurstube
- Das Innere einer Menagerie
- Der Taufschmaus
- Das Antichambre

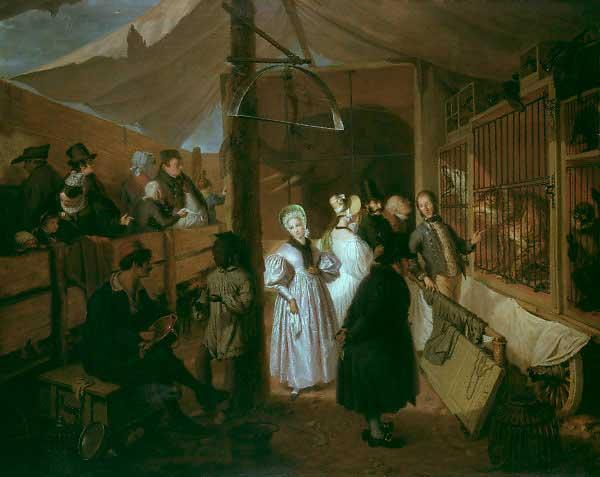
Johann Geyer: Das Innere einer Tierbude, 1835; Öl auf Leinwand, 56,3×70,3 cm; Museum der bildenden Künste, Leipzig

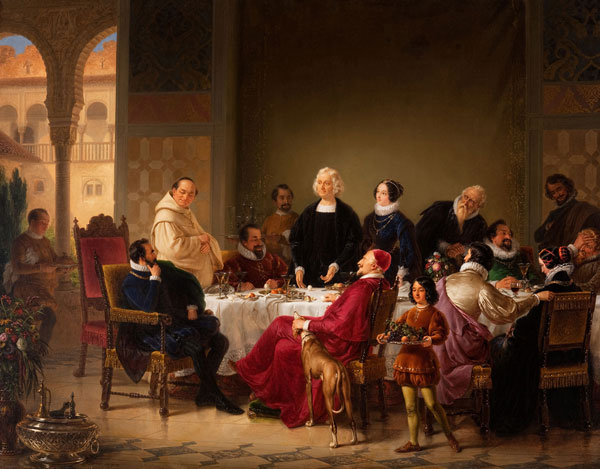
Johann Geyer: Columbus and the Egg, 1847, Öl auf Leinwand, Woodmere Art Museum (Philadelphia)

- Das Ende eines Maskenballs (Neue Pinakothek)
- Das Concilium medicum im Vorgemach eines Sterbenden (Neue Pinakothek)
- Die Hasardspieler
- Die Konzertprobe
- Wallensteins Lager
- Die Verlobung
- Der Festschmaus
- Sonntagsnachmittag in einem deutschen Reichsstädtchen
- Schulklasse (Schulmuseum Friedrichshafen am Bodensee)